# كاتشوكافالو
كَجيُوكَفلَّة أو كَجيُوكَفلُّو أو كاتشوكافالو (بالإيطالية: Caciocavallo)‏ وتعني جبن الحصان أو الخيل أو الفرس هي نوع من الأجبان ممدودة التخثر تصنع من حليب الأغنام أو البقر. تُنتج في جميع أنحاء جنوب إيطاليا، وخاصة في جبال الأبينيني. تحمل شكل دمعة وتشبه في مذاقها إلى حد ما طعم جبن البروفولوني التي تصنع في جنوب إيطاليا أيضاً مع قشرة صلبة صالحة للأكل. «كجيوكفلو بودوليكو»، هو الجبن الإيطالي الأغلى في العالم، الذي يعادل سعره الفضة، بحيث تُصنّع من حليب فصيلة معينة من الأبقار تدعى بودوليكا، وهي فصيلة تمتاز بمقدرتها على التكيف مع تقلبات مناخ المنطقة الجنوبية في إيطاليا، حيث تربى. وبما أن حليبها مميز فلا بد من أن تكون طريقة تربيتها أيضا مميزة، إذ ترعى هذه الأبقار في فترة الصيف في المراعي التي تعلو عن 1200 متر عن سطح الأرض، بينما ترعى في فصل الشتاء من أدنى بقعة خضراء في المنطقة الجنوبية في إيطاليا. وتحلب هذه الأبقار المعززة في فصل الربيع فقط. أما فيما يخص صناعة هذا النوع من الجبن فهي تستغرق مدة ستة أشهر معلقة في الهواء قبل بيعها، ويمتاز هذا النوع بأنه غني بالدهون والبروتينات وبسعره المعادل للفضة.